# Alfred Sankoh
Alfred Sankoh (Freetown, 22 ottobre 1988) è un ex calciatore sierraleonese, di ruolo centrocampista.

## Carriera

### Club
Sankoh arrivò allo Strømsgodset dall'Ullern. Esordì in squadra in data 6 agosto 2008, quando subentrò ad André Bergdølmo nel successo per tre a due sul Viking, nell'edizione stagionale della Coppa di Norvegia. Tre giorni dopo, debuttò anche nella Tippeligaen: stavolta sostituì Christer George nella vittoria per due a zero sul Brann. Il 19 aprile 2009 segnò la prima rete nella massima divisione norvegese, nel pareggio casalingo per uno a uno contro il Lyn. Il 17 luglio 2012, passò ai turchi del Şanlıurfaspor.
L'11 settembre 2019 ha fatto ritorno in Norvegia, legandosi al Notodden con un contratto valido sino al termine della stagione in corso.
A gennaio 2020, Sankoh è stato ingaggiato dai faroesi dello NSÍ Runavík, a cui si è legato con un contratto biennale. Dopo aver giocato soltanto delle amichevoli in squadra, nel mese di luglio 2020 ha rescisso consensualmente l'accordo che lo legava al club, anche a causa della pandemia di COVID-19 che lo aveva bloccato in Norvegia.
A maggio 2021 ha fatto ritorno all'Ullern.

### Nazionale
Sankoh debuttò per la Sierra Leone nel corso del 2010.

## Statistiche

### Presenze e reti nei club
Statistiche aggiornate al 20 maggio 2021.
| Stagione            | Club                | Campionato          | Campionato | Campionato | Coppe nazionali | Coppe nazionali | Coppe nazionali | Coppe continentali | Coppe continentali | Coppe continentali | Supercoppe | Supercoppe | Supercoppe | Totale | Totale |
| Stagione            | Club                | Comp                | Pres       | Reti       | Comp            | Pres            | Reti            | Comp               | Pres               | Reti               | Comp       | Pres       | Reti       | Pres   | Reti   |
| ------------------- | ------------------- | ------------------- | ---------- | ---------- | --------------- | --------------- | --------------- | ------------------ | ------------------ | ------------------ | ---------- | ---------- | ---------- | ------ | ------ |
| ago.-dic. 2008      | Strømsgodset        | ES                  | 2          | 0          | CN              | 2               | 0               | -                  | -                  | -                  | -          | -          | -          | 4      | 0      |
| 2009                | Strømsgodset        | ES                  | 19         | 1          | CN              | 1               | 0               | -                  | -                  | -                  | -          | -          | -          | 20     | 1      |
| 2010                | Strømsgodset        | ES                  | 25         | 1          | CN              | 6               | 2               | -                  | -                  | -                  | -          | -          | -          | 31     | 3      |
| 2011                | Strømsgodset        | ES                  | 22         | 4          | CN              | 4               | 1               | UEL                | 2                  | 0                  | -          | -          | -          | 28     | 5      |
| gen.-lug. 2012      | Strømsgodset        | ES                  | 11         | 1          | CN              | 2               | 1               | -                  | -                  | -                  | -          | -          | -          | 28     | 5      |
| Totale Strømsgodset | Totale Strømsgodset | Totale Strømsgodset | 79         | 7          |                 | 15              | 4               |                    | 2                  | 0                  |            | -          | -          | 96     | 11     |
| set.-dic. 2019      | Notodden            | 1D                  | 7+1        | 0          | CN              | -               | -               | -                  | -                  | -                  | -          | -          | -          | 8      | 0      |
| gen.-lug. 2020      | NSÍ Runavík         | FD                  | 0          | 0          | CF              | 0               | 0               | UEL                | -                  | -                  | -          | -          | -          | 0      | 0      |
| 2021                | Ullern              | 3D                  | 0          | 0          | CN              | 0               | 0               | -                  | -                  | -                  | -          | -          | -          | 0      | 0      |
| Totale              | Totale              | Totale              | ?          | ?          |                 | ?               | ?               |                    | -                  | -                  |            | -          | -          | ?      | ?      |

## Palmarès

### Club

#### Competizioni nazionali
- Coppa di Norvegia: 1

Strømsgodset: 2010
- Campionato gambiano: 1

Gambia Ports Authority: 2006